# 空褐麟碱
空褐麟碱（英语：Bulbocapnine）是一种生物碱，存在于紫堇属（特别是Corydalis cava）和荷包牡丹属，这些植物曾引起（特别是Corydalis caseana）羊和牛的致命中毒。它已被证明可作为乙酰胆碱酯酶抑制剂，并通过抑制酪氨酸羟化酶来抑制多巴胺的生物合成。与阿扑吗啡一样，它是β淀粉样蛋白（Aβ）纤维形成的抑制剂，而Aβ纤维的存在是阿尔茨海默病的一个标志。因此，根据淀粉样蛋白假说，空褐麟碱是一种潜在的治疗方法。根据《多兰兹医学词典》（Dorlands Medical Dictionary），它“抑制横纹肌的反射和运动活动。它已用于治疗肌肉震颤和前庭眼球震颤”。
杜兰大学一位名叫罗伯特·希思的精神病学家在路易斯安那州立监狱对囚犯进行了实验，使用空褐麟碱来诱导昏迷。这项在杜兰大学进行的工作激发了中央情报局主导的一系列实验，并与之同步进行。希思为政府进行的空褐麟碱研究是一项大型调查的组成部分，该调查旨在探讨精神活性化合物作为审讯辅助工具的潜力。